# It’s All About the Benjamins
«It’s All About the Benjamins» (с англ. — «Всё дело в Бенджаминах») — третий сингл американского рэпера Puff Daddy из его дебютного студийного альбома No Way Out, выпущенный 12 августа 1997 года на лейбле Bad Boy Records.
«Benjamins» (с англ. — «Бенджамины») — это сленг для стодолларовой банкноты США, ссылка на изображение Бенджамина Франклина на купюрах. The Notorious B.I.G. одним из первых использовал этот сленг в своём дебютном альбоме Ready to Die. В песне содержится не отмеченная в авторстве вокальная аранжировка Missy «Misdemeanor» Elliott, и фирменный гитарный хук в исполнении Марка Соломона.
В записи песни приняли участие рэперы The Lox, Lil' Kim и The Notorious B.I.G.. Песня была спродюсирована Deric «D-Dot» Angelettie и Sean «Puffy» Combs.
Сингл занял 18 место в чарте UK Singles Chart в Великобритании. В 1998 году видео на песню «It’s All About the Benjamins» выиграло в категории «Выбор зрителя» на церемонии MTV Video Music Awards 1998, а видео на ремикс на песню было номинировано на «Видео года».

## Содержание
Песня дебютировала в 1996 году на микстейпе DJ Clue Holiday Holdup. В этой версии песни были только Puff Daddy и рэп-группа The LOX (за исключением Styles P, который однако присутствует в видео). Позже эта песня была добавлена на дебютный альбом Паффи, No Way Out, в качестве ремикса под названием «It’s All About the Benjamins (Remix)», в который были добавлены два новых куплета от Lil' Kim и The Notorious B.I.G. Missy Elliott также снабдила песню припевом, которого не хватало в оригинальной версии. В этой версии песни также отсутствует слово «Hebrews» (с англ. — «Евреи») из куплета Jadakiss; однако слово осталось на первом издании сингла. Последующие издания убрали это слово. Кроме того, когда песня была выпущена на сборнике Bad Boy’s Greatest Hits Vol. I, она сохранила это слово. Этот сингл занял первое место в чарте Hot 100 Airplay, и видео на него завоевало награду «Выбор зрителя» на церемонии награждений MTV Video Music Awards 1998 года. Из-за редкости малопонятной микстейп-версии ремикс, выпущенный на альбоме No Way Out часто считается окончательной версией песни во избежание путаницы.
В песне засемплировано два музыкальных произведения. Первый семпл, услышанный до конца куплета Lil' Kim, взят из песни «I Did It for Love» в исполнении Love Unlimited, написанной Линдой Лори и Терри Этлингером. Куплет, исполненный The Notorious B.I.G. содержит семпл из песни «It’s Great to Be Here» группы The Jackson 5. Этот последний семпл является эксклюзивным для ремикса на альбоме No Way Out. После последнего куплета песня возвращается к первому семплу и заканчивается вскоре после.
В 2008 году песня заняла 32 место в рейтинге VH1 100 величайших песен хип-хопа.
Паффи также выпустил рок-версию песни «It’s All About Benjamins (Rock Remix)». Это сотрудничество, также известное как «Shot-Caller Rock Remix» и «Rock Remix I», включало в себя Tommy Stinson, Fuzzbubble, Rob Zombie и Dave Grohl на барабанах. В этом ремиксе добавлены гитарные риффы и живые барабаны, а также более жёсткий подход к припеву песни. У этой версии было собственное музыкальное видео, снятое Спайком Джонзом, которое было номинировано в категории MTV Video Music Award за лучшее видео года на церемонии MTV Video Music Awards в 1998 году, которое было выиграно Мадонной с клипом на песню «Ray of Light».
В 1999 году Паффи исполнил этот ремикс с живой группой на стадионе Giants Stadium для благотворительного концерта NetAid. В этом выступлении принял участие гитарист Слэш, а также Lil' Cease и Lil' Kim на вокале.
Существует также немного другая альтернатива этому ремиксу под названием «It’s All About the Benjamins (Rock Remix II)». Эта менее известная версия добавляет Size 14 к уже длинному составу песни.
Оба рок-ремикса песни были выпущены как отредактированные версии; явные версии были выпущены только на промо-CD.

## Музыкальные клипы
Три музыкальных видео были выпущены для песни и два ремикса на неё. Первое музыкальное видео было снято Полом Хантером. В нём снялись Puff Daddy, The LOX, Lil' Kim и Biggie (который появляется на телевизионном экране, через архивные кадры музыкального клипа «Hypnotize»). Действие клипа происходит в слабо освещённой концертной площадке и в лесу, где рэперы либо бегут (кроме Бигги), либо рифмуют.
Второе музыкальное видео (для ремикса) по большей части такое же, как и первое, но куплет и появление Бигги удалены, заменены соревнованием танцующих чечётку Паффа Дэдди и Савиона Гловера, заканчивающееся выигрышем последнего.
Третье музыкальное видео (для «Rock Remix I») совершенно другое. Пафф Дэдди приходит на выпускной вечер в школу, чтобы увидеть скучную группу (с лидером группы в исполнении Puff Daddy), выступающую для скучающей публики. Он идёт на сцену и поёт рок-версию своей песни для удовольствия зрителей. К нему присоединяются Lil' Kim и The LOX. Бигги не появляется в видео. Во время его куплета рэперы и зрители бегают в школе.

## Кавер-версии, семплы и в популярной культуре
В 1999 году Странный Эл Янкович исполнил пародию на рок-ремикс песни «It’s All About the Benjamins». В его версии «It’s All About the Pentiums» он хвастается превосходством своего компьютерного оборудования.
Дидди семплировал песню в ремиксе на песню «Shot Caller» рэпера French Montana.
Поп-рок группа Ballas Hough Band сделала кавер-версию песни, и исполнила её с Lil' Kim в 2009 году.
Конгрессмен США Ильхан Омар (из CD MN-5) процитировала песню в Твиттере в феврале 2019 года, который впоследствии был раскритикован как антисемитский.

## Коммерческие показатели
«It’s All About the Benjamins» был продан в виде макси-сингла совместно с «Been Around The World», на котором приняли участие Mase и The Notorious B.I.G. Сингл достиг 2 места в чарте Billboard Hot 100 3 января 1998 года и 1 места в чартах Hot Rap Songs 3 декабря 1997 года.

## Список композиций

### Винил12"
Сторона А
1. «It’s All About The Benjamins» (Radio Mix) (Featuring The Notorious B.I.G., Lil' Kim, The Lox) — 4:16
2. «It’s All About The Benjamins» (Instrumental) — 4:37

Сторона Б
1. «It’s All About The Benjamins» (Club Mix) (Featuring The Notorious B.I.G., Lil' Kim, The Lox) — 4:38
2. «It’s All About The Benjamins» (Instrumental) — 4:38

### Промо Винил12"
Сторона А
1. «It’s All About The Benjamins» (DJ Ming & FS Drum N' Bass Mix) (Featuring The Notorious B.I.G., Lil' Kim, The Lox) — 5:33

Сторона Б
1. «It’s All About The Benjamins» (DJ Ming & FS Jump Up Jungle Mix Mix) (Featuring The Notorious B.I.G., Lil' Kim, The Lox) — 4:41

### Промо CD-сингл
1. «It’s All About The Benjamins» (Radio Mix) (Featuring The Notorious B.I.G., Lil' Kim, The Lox) — 4:18
2. «It’s All About The Benjamins» (Instrumental) — 4:40

### Промо CD-сингл(Rock Remixes)
1. «It’s All About The Benjamins» (Remix I) (Featuring The Notorious B.I.G., Lil' Kim, The Lox, Dave Grohl, Fuzzbubble, Perfect, Rob Zombie) — 4:39
2. «It’s All About The Benjamins» (Remix II) (Featuring The Notorious B.I.G., Lil' Kim, The Lox, Dave Grohl, Fuzzbubble, Perfect, Rob Zombie, Size 14) — 4:42

### Цифровая дистрибуция(iTunes/Apple) (2014)
1. «It’s All About The Benjamins» (Remix I) (Featuring The Notorious B.I.G., Lil' Kim, The Lox, Dave Grohl, Fuzzbubble, Perfect, Rob Zombie) — 4:44
2. «It’s All About The Benjamins» — 4:40
3. «It’s All About The Benjamins» (Remix II) (Featuring The Notorious B.I.G., Lil' Kim, The Lox, Dave Grohl, Fuzzbubble, Perfect, Rob Zombie, Size 14) — 4:43
4. «It’s All About The Benjamins» (DJ Ming & FS Drum 'N' Bass Mix) — 5:34

## Чарты

### Еженедельные чарты
| Чарт (1997)                     | Высшая позиция |
| ------------------------------- | -------------- |
| Бельгия/Фландрия (Ultratop 50)  | 8              |
| Великобритания (OCC UK Singles) | 18             |
| Нидерланды (Single Top 100)     | 25             |
| Швеция (Sverigetopplistan)      | 51             |

## Награды и номинации
В 1998 году видео на песню «It’s All About the Benjamins» выиграло в категории «Выбор зрителя» на церемонии MTV Video Music Awards 1998, а видео на ремикс на песню было номинировано на «Видео года».
| Награда                | Год  | Номинированная работа                       | Категория     | Результат |
| ---------------------- | ---- | ------------------------------------------- | ------------- | --------- |
| MTV Video Music Awards | 1998 | «It’s All About the Benjamins (Rock Remix)» | Видео года    | Номинация |
| MTV Video Music Awards | 1998 | «It’s All About the Benjamins»              | Выбор зрителя | Победа    |